# Royal Malta Fencible Regiment
Royal Malta Fencible Regiment (pol. Królewski Maltański Pułk Obronny) – batalion piechoty w składzie British Army, istniejący od 1815 do 1861 na Malcie, wówczas kolonii Korony Brytyjskiej. Pułk został zrekrutowany i zorganizowany przez rezolutnego i odważnego Korsykanina Francesco Rivarolę w 1815 roku; Rivarola okazał się lojalny wobec Korony Brytyjskiej w walce z Francją. W 1861 pułk został rozwiązany jako jednostka piechoty, i przekształcony w obronny pułk artylerii nadbrzeżnej, znany jako Royal Malta Fencible Artillery.

## Mundur
Umundurowanie żołnierzy pułku było takie samo, jak reszty brytyjskiej armii, a mundury wszystkich stopni stanowiła dopasowana szkarłatna tunika z ogonami, niebieskimi wyłogami i złotymi galonami dla oficerów, ciemnoniebieskie/szare spodnie, lub takież białe dla oficerów, oraz nakrycia głowy, będące standardowym czarnym czako piechoty o różnych wzorach wydawanych armii brytyjskiej w czasie ustanawiania jednostki. Odznaka na czako była wzorowana na brytyjskiej standardowej ośmioramiennej gwieździe piechoty, z herbem maltańskim pośrodku i otaczającym go tytułem pułku. W 1989 MaltaPost wydała serię znaczków, z których 4-centowy przedstawia oficera pułku w mundurze z 1839.

## Zadanie pułku
Jednostki armii brytyjskiej nazwane Fencibles były zwykle lokalnymi siłami zorganizowanymi do obrony bezpośredniej miejscowości, i były powszechne w Zjednoczonym Królestwie. Wiele szlacheckich rodzin Malty zapewniło pułkowi oficerów.

## Organizacja i dyslokacja jednostki
Pułk początkowo składał się z dziesięciu kompanii żołnierzy maltańskich, były one rozmieszczone na głównej wyspie Malta, z siedmioma bazującymi na terenach wchodzących w skład garnizonu na obszarze Valletty. Trzy kompanie zostały przeszkolone jako artyleria nadbrzeżna i zostały ulokowane w stałych punktach obronnych w St. Julian’s, Marsaxlokk i Saint Paul’s Bay oraz wokół nich.
W 1817 jednostka została zredukowana do sześciu kompanii, z których każda dowodzona była przez kapitana. Pułk zasilił siły policyjne na wyspie i zapewnił młodym oficerom rolę adiutantów lokalnych dowódców policji. Jednak w 1821 jednostka otrzymała ogólne obowiązki wojskowe, rezygnując z zadań policyjnych.
W 1835 w artykule w „United Services Journal” umieszczono siłę jednostki na 468 pozycji; w 1836 „Statistics of the Colonies of the British Empire” podały dużo więcej szczegółów na temat składu Royal Malta Fencible Regiment, a to:
- jeden dowódca pułku
- jeden major
- jeden porucznik adiutant
- 6 kapitanów
- 6 poruczników
- 6 chorążych
- jeden skarbnik
- jeden kwatermistrz
- jeden chirurg
- jeden pomocnik chirurga
- jeden starszy sierżant sztabowy
- 6 sierżantów sztabowych
- jeden starszy dobosz
- jeden sekretarz skarbnika
- jeden sergeant school master
- 4 starszych sierżantów
- 14 sierżantów
- 24 kaprali
- 11 doboszów
- 444 szeregowców.

21 listopada 1838 generał porucznik sir Henry Bouverie, gubernator Malty i dowódca garnizonu maltańskiego, podczas parady na Floriana Parade Ground przekazał pułkowi sztandar i znaki pułkowe. Pułk w paradzie prowadził Lieutenant Colonel markiz Guiseppe de Piro.
Między 1829 a 1839 poziom obsady oficerskiej jednostki pozostał dość stabilny, a mianowicie:
- dowódca pułku (pułkownik) – w 1829 i 1839 był to hrabia Francesco Rivarola, który służył aktywnie z Royal Sicilian Regiment[15][16]
- zastępca dowódcy (podpułkownik/major) – w 1829 i 1839 był to markiz Guiseppe de Piro
- 6 kapitanów
- 7-8 poruczników (w tym adiutant)
- 6-7 chorążych
- skarbnik
- kwatermistrz
- chirurg i jego asystent

3 stycznia 1862 r. The New York Times doniósł o wykładzie kapitana Petriego z United Service Institution w Londynie, który potwierdził, że pułk nadal składa się z sześciu liniowych kompanii i personelu, do momentu informacji w gazecie pułk przestał istnieć jako jednostka piechoty i stał jednostką artyleryjską garnizonu – Royal Malta Fencible Artillery.